# کنت دو مونت-کریستو (فیلم ۱۹۶۱)
کنت دو مونت کریستو (فرانسوی: Le Comte de Monte-Cristo‎) یک فیلم فرانسوی-ایتالیایی به کارگردانی «کلود اوتان-لارا» است که در سال ۱۹۶۱ منتشر شد. از بازیگران آن می‌توان به لوئی ژوردان و رولدانو لوپی اشاره کرد. این فیلم اقتباسی از رمان کنت مونت-کریستو اثر الکساندر دوما است.

## بازیگران
- لوئی ژوردان
- ایوون فیورنو
- پی‌یر موندی
- رولدانو لوپی
- برنار دِرون
- ژان-کلود میشل
- ژرژ لان
- آنری آریوس
- آنری گیسول
- آنری ویلبر
- ژاک دینام
- ژان مارتینلی
- پل آمیو